# Das Nusch-Nuschi
Das Nusch-Nuschi (en alemany, El Nusch-Nuschi), op. 20, és una òpera en un acte de Paul Hindemith, amb un llibret alemany de Franz Blei.
Subtitulada Ein Spiel für burmanische Marionetten en einem Akt (Una obra per a marionetes birmanes en un acte), és una obra escenificada amb dos cantants i ballarins, la segona obra d'un tríptic d'expressionista òperes d'un acte, les altres són Mörder, Hoffnung der Frauen i Sancta Susanna. Són les primeres òperes escrites per Hindemith. Les dues primeres van ser estrenades al Württembergisches Landestheater de Stuttgart el 4 de juny de 1921, i les tres juntes no va ser fins al 1922 a l'Òpera de Frankfurt.